# Edvard II av England
Edvard II (engelska: Edward II) Edward of Caernarvon, född 25 april 1284, död 21 september 1327 (mördad), kung av England 7 juli 1307–24 januari 1327, då han avsattes. Han hörde till ätten Plantagenet, han var son till Edvard I av England och Eleanora av Kastilien.
Han är främst ihågkommen för det brutala sätt på vilket han mördades, något som var kopplat till hans förmodade homosexualitet.

## Prins av Wales
Edvard I av England och Eleanora av Kastiliens fjärde son, Edvard föddes på slottet Caernarfon. Han var den förste engelske prinsen som fick titeln Prins av Wales, vilket formaliserades av Lincolnparlamentet 7 februari 1301. (Historien om att fadern presenterade den nyfödde för det walesiska folket som sin blivande infödde prins är ogrundad; historien återfinns första gången på 1500-talet i David Powels verk.)
Edvard blev tronarvinge då han bara var några månader, vid den äldre brodern Alfonsos död. Fadern, som var en betydande befälhavare, gick in för att träna den unge Edvard i stridskonst och politik redan i barndomen. Prinsen deltog i flera fälttåg mot skottarna, men faderns alla ansträngningar kunde inte hindra honom från skaffa de överdådiga och lättsinniga vanor som han sedan behöll genom hela livet.
Kungen tillskrev sonens älskare, Piers Gaveston, en gasconsk riddare, skulden för sonens problem och landsförvisade honom efter att prinsen givit Gaveston en titel som var reserverad för de kungliga. Ironiskt nog var Gaveston en person som kungen ursprungligen valt ut som en lämplig vän till sonen 1298. Då Edvard I dog 7 juli 1307, var återkallandet av Gaveston det första den nye kungen gjorde. Hans nästa handling var att överge de fälttåg mot skottarna som legat fadern så varmt om hjärtat.

## Kung av England
Den nye kungen var fysiskt lika imponerande som fadern. Edvard saknade dock driv och ambition, och var huvudsakligen intresserad av nöjen och friidrott. Han hade blivit så dominerad av fadern att han hade dåligt självförtroende, och var alltid i händerna på någon gunstling med starkare vilja än honom själv. Under de första åren av hans regeringstid hade Gaveston denna roll och regerade då Edvard reste till Frankrike där han 25 januari 1308 gifte sig med Isabella av Frankrike, dotter till kung Filip IV av Frankrike, "Filip den sköne", som blev pappa till tre franska kungar. 
Trots att Edvard och hans hustru fick barn var äktenskapet från början dömt att misslyckas. Isabella försummades av maken, som tillbringade mycket av sin tid med de få vänner som han delade makten med och konspirerade med om hur man skulle begränsa pärernas makt och verkade föredra sina manliga gunstlingars sällskap. Detta ledde till åtskilliga rykten om att Edvard var homosexuell, vilket de flesta historiker är eniga om att han var. 
Äktenskapet gav dock två söner, Edvard, och John av Eltham, Earl av Cornwall (1316–1336), och två döttrar, Eleanor (1318) och Joanna (1321–1362), gift med David II av Skottland. Edvard hade även en illegitim son, Adam FitzRoy, som följde med sin far på det skotska fälttåget 1312, men som dog den 18 september 1322.

## Piers Gaveston
Gaveston blev earl av Cornwall genom kungens niece, Margaret av Gloucesters, hand. Baronernas bitterhet gentemot Gaveston växte och de krävde två gånger att han skulle förvisas. Vid båda tillfällena återinsatte Edvard sin vän, vilket föranledde att baronerna, ledda av Thomas, earl av Lancaster, inledde ett krig mot kungen och hans gunstling. Gaveston lönnmördades 1312. Edvard var inte stark nog att hämnas sin förlust.
Han lät landet komma under baronernas styre. Baronerna upprättade förordningar som skulle ersätta kungens makt över landet. England skulle ändras från monarki till oligarki.

## Konflikt med Skottland
Under bråken mellan Edvard och "förordnarna", återövade Robert I av Skottland. Hans framgång var så stor att han hade erövrat alla fort och belägrade Stirling. Risken, och skammen, inför att förlora Stirling fick Edvard och baronerna att försöka återvinna sina förlorade landområden. I juni 1314 ledde Edvard en stor armé in i Skottland. 24 juni krossades hans dåligt ledda trupper totalt av Robert Bruces i Slaget vid Bannockburn. Bruce hämnades genom att ödelägga Englands nordligaste counties.

## Politiska fraktioner
Edvard II:s vanhedrande förlust gjorde honom ännu mer beroende av baronerna. 
Thomas av Lancaster hade nu en möjlighet att rädda England från konsekvenserna av kungens inkompetens. Lancaster hade visat sig ha en viss förmåga som ledare av oppositionen, men saknade kreativitet. Han misstänktes ha en hemlig överenskommelse med Robert Bruce, att hålla kungen svag.
Det dröjde inte länge innan oppositionen splittrades i olika fraktioner. Under Aymer de Valence, earl av Pembroke, bildades ett mittparti, som avskydde Lancaster så mycket att de stödde kungen. Efter 1318 fick det effekten att Edvard återfick en del av makten. Men kungen hatade Pembroke nästan lika mycket som Lancaster, och hittade en duglig alternativ rådgivare i Hugh le Despenser, en baron med stor erfarenhet.
Dennes son Hugh Despenser den yngre, blev en nära vän till kungen och ersättare för Gaveston. Baronerna kände samma starka hat inför dem som de känt inför kungens tidigare gunstling. De blev upprörda över de privilegier som Edvard överöste far och son Despenser med, särskilt den yngre som blev earl av Gloucester genom sin hustru Eleanor de Clare, dotter till Gilbert de Clare och Joan av Acre, systerdotter till Edvard II.

## Despensers styre
År 1321 hade baronerna ett möte och under Lancasters ledning beslutades att förvisa Hugh le Despenser och hans son. Detta fick Edvard att gå till handling. 1322 återinsatte han dem från exilen och gick i krig å deras vägnar. Lancaster, som besegrades i slaget vid Boroughbridge, avrättades vid Pontefract. Under de kommande fem åren styrde Despensers England. Till skillnad från förordnarna var de måna om att få underhuset på sin sida och vid ett parlamentsmöte som hölls i York 1322 hävdes förordningarna då de olagligen inskränkte kronans rättigheter. Från och med nu var ingen författning giltig förrän underhuset samtyckt till den. Detta markerar det viktigaste framsteget under Edvard II:s regeringstid. Men Despensers blev snart korrupta. De såg till sig själva först och de rörde upp allmänt missnöje. Särskilt väckte de drottningens, Isabella av Frankrikes, illvilja.

## Isabella av Frankrikes avsättande av kungen
Drottning Isabella höll tyst fram till 1325, då hon reste till Frankrike tillsammans med sin äldste son, Edvard av Windsor, som skulle visa vördnad i Akvitanien till hennes bror Karl IV av Frankrike. Hon vägrade sedan att återvända till maken så länge Despensers var hans gunstlingar. Hon bildade en pakt med Roger Mortimer av Wigmore, en av baronerna i exil, och i september 1326 landsteg hon i Essex tillsammans med Mortimer och sin son, och förklarade att hon skulle hämnas mordet på Lancaster, och avsätta Despensers. Edvards anhängare lämnade honom och 2 oktober flydde han från London västerut där han sökte skydd på den yngre Despensers gods i Glamorgan. Isabella följde efter, dödade båda Despensers, och efter ett lönlöst försök att fly till havs tillfångatogs Edvard 6 november. Enligt legenden ägde tillfångatagandet rum vid Pant-y-Brâd, nära Llantrisant. Han spärrades in i Kenilworth Castle, och parlamentet beslutade i Westminsterpalatset i januari 1327 att välja hans son till kung som Edvard III. 20 januari tvingades den tillfångatagne kung Edvard att avsäga sig kronan inför en kommitté.

## Fångenskap och död

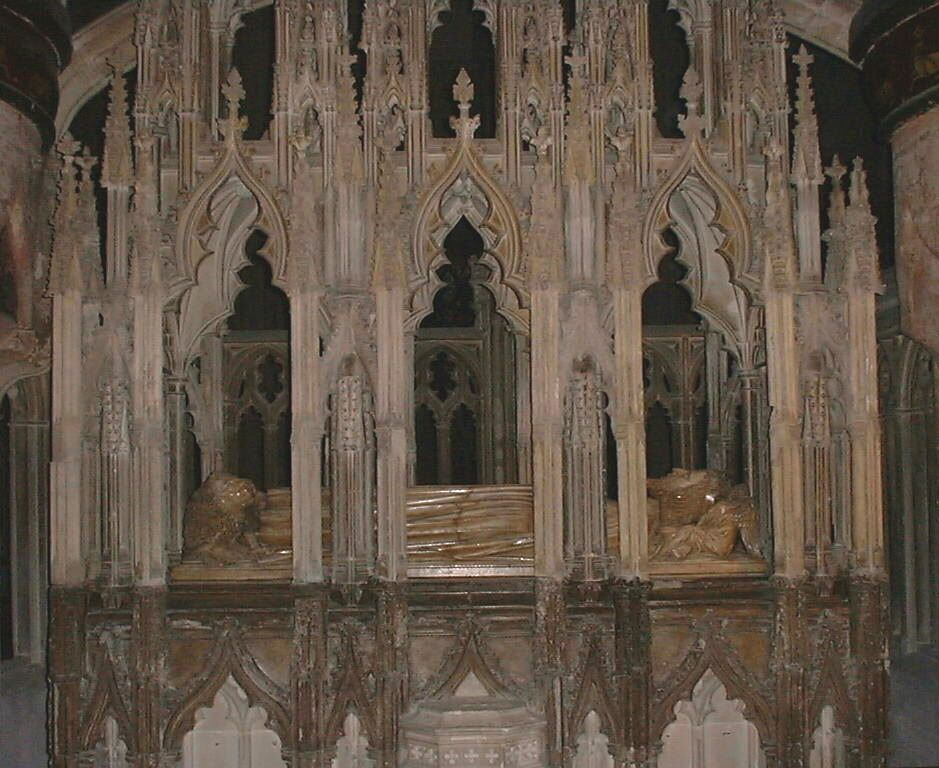
Edvard II:s grav i Gloucester Cathedral.

Isabellas och Mortimers styre var så skört att de inte vågade låta den avsatte kungen vara kvar i livet. 3 april flyttades han i hemlighet från Kenilworth och efter några turer spärrades han in i Berkeley Castle i Gloucestershire. Man behandlade honom mycket okungligt och illa i hopp om att han skulle dö av sjukdom. Då hans goda hälsa tycktes bestå dödades han i hemlighet 11 oktober. Enligt Thomas de la Moore ca 1327:
"På natten 11 oktober (1327) greps (kungen), som låg till sängs, medan en stor madrass trycktes ned på och kvävde honom, trycktes ett glödgat eldjärn genom ett rör in i hans privata delar så att det brände sönder de inre delarna av inälvorna."
Detta ansågs av dem som höll honom fången som ett lämpligt straff för hans homosexualitet och det var en mordmetod som inte visade några yttre spår av våld. Mordmetoden är dock omtvistad och uppkom troligen senare.
Det sades att han dött en naturlig död och han begravdes i St Peter's Abbey i Gloucester, numera Gloucester Cathedral, där hans son senare lät bygga en magnifik grav.
Efter kungens död varade Isabellas och Mortimers styre i endast tre års tid. Så fort Edvard III blev gammal nog avrättade han Roger Mortimer, men skonade modern på villkoret att hon lämnade hovet. 1330 drog Isabella sig tillbaka från offentligheten och dog, antingen på Hertford Castle eller Castle Rising i Norfolk 23 augusti 1358.

## Anfäder
|           |  |  |  |  |  |  |  |                       |  |  |  |  |  |  |  |                            |  |  |  |  |  |  |  | Johan av England                |
|           |  |  |  |  |  |  |  |                       |  |  |  |  |  |  |  |                            |  |  |  |  |  |  |  |                                 |
|           |  |  |  |  |  |  |  |                       |  |  |  |  |  |  |  | Henrik III av England      |  |  |  |  |  |  |  |                                 |
|           |  |  |  |  |  |  |  |                       |  |  |  |  |  |  |  |                            |  |  |  |  |  |  |  |                                 |
|           |  |  |  |  |  |  |  |                       |  |  |  |  |  |  |  |                            |  |  |  |  |  |  |  | Isabella av Angoulême           |
|           |  |  |  |  |  |  |  |                       |  |  |  |  |  |  |  |                            |  |  |  |  |  |  |  |                                 |
|           |  |  |  |  |  |  |  | Edvard I av England   |  |  |  |  |  |  |  |                            |  |  |  |  |  |  |  |                                 |
|           |  |  |  |  |  |  |  |                       |  |  |  |  |  |  |  |                            |  |  |  |  |  |  |  |                                 |
|           |  |  |  |  |  |  |  |                       |  |  |  |  |  |  |  |                            |  |  |  |  |  |  |  | Raimond Berengar IV av Provence |
|           |  |  |  |  |  |  |  |                       |  |  |  |  |  |  |  |                            |  |  |  |  |  |  |  |                                 |
|           |  |  |  |  |  |  |  |                       |  |  |  |  |  |  |  | Eleonora av Provence       |  |  |  |  |  |  |  |                                 |
|           |  |  |  |  |  |  |  |                       |  |  |  |  |  |  |  |                            |  |  |  |  |  |  |  |                                 |
|           |  |  |  |  |  |  |  |                       |  |  |  |  |  |  |  |                            |  |  |  |  |  |  |  | Beatrice av Savojen             |
|           |  |  |  |  |  |  |  |                       |  |  |  |  |  |  |  |                            |  |  |  |  |  |  |  |                                 |
| Edvard II |  |  |  |  |  |  |  |                       |  |  |  |  |  |  |  |                            |  |  |  |  |  |  |  |                                 |
|           |  |  |  |  |  |  |  |                       |  |  |  |  |  |  |  |                            |  |  |  |  |  |  |  | Alfons IX av León               |
|           |  |  |  |  |  |  |  |                       |  |  |  |  |  |  |  |                            |  |  |  |  |  |  |  |                                 |
|           |  |  |  |  |  |  |  |                       |  |  |  |  |  |  |  | Ferdinand III av Kastilien |  |  |  |  |  |  |  |                                 |
|           |  |  |  |  |  |  |  |                       |  |  |  |  |  |  |  |                            |  |  |  |  |  |  |  |                                 |
|           |  |  |  |  |  |  |  |                       |  |  |  |  |  |  |  |                            |  |  |  |  |  |  |  | Berengaria I av Kastilien       |
|           |  |  |  |  |  |  |  |                       |  |  |  |  |  |  |  |                            |  |  |  |  |  |  |  |                                 |
|           |  |  |  |  |  |  |  | Eleonora av Kastilien |  |  |  |  |  |  |  |                            |  |  |  |  |  |  |  |                                 |
|           |  |  |  |  |  |  |  |                       |  |  |  |  |  |  |  |                            |  |  |  |  |  |  |  |                                 |
|           |  |  |  |  |  |  |  |                       |  |  |  |  |  |  |  |                            |  |  |  |  |  |  |  | Simon av Dammartin              |
|           |  |  |  |  |  |  |  |                       |  |  |  |  |  |  |  |                            |  |  |  |  |  |  |  |                                 |
|           |  |  |  |  |  |  |  |                       |  |  |  |  |  |  |  | Johanna I av Ponthieu      |  |  |  |  |  |  |  |                                 |
|           |  |  |  |  |  |  |  |                       |  |  |  |  |  |  |  |                            |  |  |  |  |  |  |  |                                 |
|           |  |  |  |  |  |  |  |                       |  |  |  |  |  |  |  |                            |  |  |  |  |  |  |  | Maria av Ponthieu               |
|           |  |  |  |  |  |  |  |                       |  |  |  |  |  |  |  |                            |  |  |  |  |  |  |  |                                 |